# Simon Sarolta
Simon Sarolta (Budapest, 1997. szeptember 2. –) junior Európa-bajnok, csapatban Európa-bajnok magyar öttusázó.

## Sportpályafutása
2014-ben az ifjúsági "A" Európa-bajnokságon egyéniben 5. helyezést ért el, ugyanitt a magyar csapattal 2., valamint a mix váltóval 1. lett.
2015-ben juniorban egyéniben és vegyes váltóban 2., csapatban pedig 1. lett az Európa-bajnokságon.
Az ifjúsági világbajnokságon egyéniben 6. helyen végzett, a csapattal pedig ezüstérmes lett.
2016-ban Drzonkówban leány váltóban Boros Alexandrával Európa-bajnok lett. Egyéniben legjobb magyarként 9. helyen végzett, míg a csapattal 5. helyet ért el.
Ugyanebben az évben a felnőtt országos bajnokságon 3. helyezett.
A felnőtt Európa-bajnokságon mix váltóban 4. helyet sikerült megszerezniük (Strobl Krisztián).
A 2016-os szezont a junior öttusa világbajnokságon egyéni 5., női váltó 4. és csapatban elért 2. helyével zárta.
2017-ben a junior Európa-bajnokságon 4. helyezést ért el egyéniben, a csapattal pedig 3. helyet értek el.
A felnőtt Európa-bajnokságon és a felnőtt világbajnokságon is indult női váltóban, előbbin 4. (Alekszejev Tamara), utóbbin 6. helyen (Réti Kamilla) zártak.
Az U24-es Európa-bajnokságon egyéniben ezüstérmes, csapatban és váltóban Európa-bajnok lett.
2021-ben az Európa-bajnokságon csapatban aranyérmet, egyéniben bronzérmet szerzett.

## Elismerések
- Az év junior öttusázója (2015, 2016, 2017)
- Az év csepeli öttusázója (2015, 2016, 2017, 2018)
- Héraklész program öttusa sportág legjobb női versenyzője (2015)
- Héraklész program női csapat összesített verseny III. helyezettje (2016)
- Kolonics György Sportérdemérem (2017)